# Mănăstirea neagră
Mănăstirea neagră (în maghiară Fekete kolostor) este un roman autobiografic din 1931 al scriitorului maghiar Aladár Kuncz.